# Jeszenák család
A királyfiai nemes és báró Jeszenák család egy XVI. századi eredetű, erdélyi nemesítésű magyar család.

## Története
Báthory Istvántól kapott nemesi címerlevelet a Temes vármegyéből származó Jeszeniczky Balázs a XVI. század második felében. Később a család nevét Jeszenákra változtatták, majd a Pozsony vármegyében Királyfia községre kaptak királyi adománylevelet. Az 1754-55-ös nemesi összeírás során Nyitra vármegyében Pál, János és György, Pozsonyban pedig Pál és János igazolta nemességét. Előnevüket adományozás útján kapta Pál, István és János 1776. április 15-én, míg a bárói rangot Pál kapta 1781. december 28-án. A család legkiemelkedőbbje a báróságot szerző Pál unokája, János, aki nyitrai főispán és politikus volt, majd az 1848-49-es szabadságharc végén kivégezték. Megemlítendő még az 1882-ben született Pál, aki a Ferenc József-rend lovagja és magyar királyi honvédezredes volt, valamint fia, Béla (1911–1981) huszárszázados.

## Címere
Kempelen Béla ezt írja a Jeszenák címerről:
Czímer: kék paizsban zöld halmon álló pánczélos vitéz fején vörös tollas sisakkal, jobbjában kivont kardot tart, melyre levágott vérző törökfej van szurva, baljában ezüst buzogány; három sisak; sisakdisz: 1. a pánczélos vitéz növekvőleg; takarók: kék-arany, vörös-ezüst; 2. zárt fehér szárnypár, egy-egy vörös czölöppel megrakva; takaró: kék-arany; 3. növekvő leopárd; takaró: vörös-ezüst; paizstartó 2 fehér ló.